# جمعية الطلبة الإسلامية
جمعية الطلبة الإسلامية في باكستان (بالأردية: اسلامی جمعیت طلبہ ) هي أكبر منظمة طلابية في باكستان، أسسها 25 طالبًا في 23 ديسمبر 1947 في لاهور باكستان، بناءً على نصيحة من نعيم صديقي، تهدف جمعية الطلبة الإسلامية إلى إزالة العناصر غير الإسلامية والعلمانية من مناهج وتعاليم المؤسسات التعليمية في باكستان.
تأثرت الجمعية بشكل رئيسي بأعمال أبي الأعلى المودودي ونعيم صديقي. منذ سبعينيات القرن العشرين وحتى أوائل التسعينيات كانت هي المحرك الأيديولوجي الرئيسي الذي يدعم الإسلام السياسي في الجامعات والكليات الجامعية في باكستان.

## أعضاء بارزون
- خرام مراد
- إسرار أحمد [3]
- خورشيد أحمد[4]
- سيد منور حسن
- مطيع الرحمن نظامي[5]

## وصلات خارجية
- الموقع الرسمي
- المدونة الرسمية
- فيديو إسلامي/ بوابة صوتية:: مشروع جامعة كراتشي نسخة محفوظة 29 يونيو 2011 على موقع واي باك مشين.